# Toprak Razgatlıoğlu
Toprak Razgatlıoğlu   (Alanya, 16 d'octubre de 1996) és un pilot de motociclisme turc que ha guanyat dos campionats del món de Superbike (2021 i 2024).
Després d'haver corregut uns anys amb Kawasaki, Razgatlıoğlu va pilotar una Yamaha YZF-R1 de fàbrica del 2020 al 2023 i hi va guanyar el mundial de Superbike el 2021, posant fi al domini de sis anys al campionat de Jonathan Rea. Va tornar a guanyar el campionat el 2024 amb una BMW M1000RR de fàbrica, esdevenint, l'any del seu debut amb la marca alemanya, el primer a guanyar el títol amb BMW. És també qui més victòries ha obtingut per a Yamaha i el primer campió del món de Superbike turc.

## Antecedents familiars
Toprak és el segon fill del famós motorista especialista en acrobàcies (stunt) Arif Razgatlıoğlu, conegut a la seva època com a "Tek Teker Arif" (Wheelie Arif), qui es va morir, juntament amb la seva xicota -que anava al seient del passatger-, arran d'un accident de motocicleta a Antalya el 17 de novembre del 2017.

## Carrera esportiva

### Primers anys
Toprak Razgatlıoğlu va competir a la Red Bull MotoGP Rookies Cup els anys 2013 i 2014, acabant-hi desè i sisè de la general respectivament. El 2014 en va guanyar la setena cursa de la temporada, a Sachsenring. El 5 d'octubre d'aquell mateix any, amb una Kawasaki ZX-6R, va guanyar la cursa en què debutava al Campionat d'Europa de Superstock 600 a Magny-Cours. El 2015, també amb una Kawasaki ZX-6R, va guanyar aquest campionat.

### Mundial de Superbike

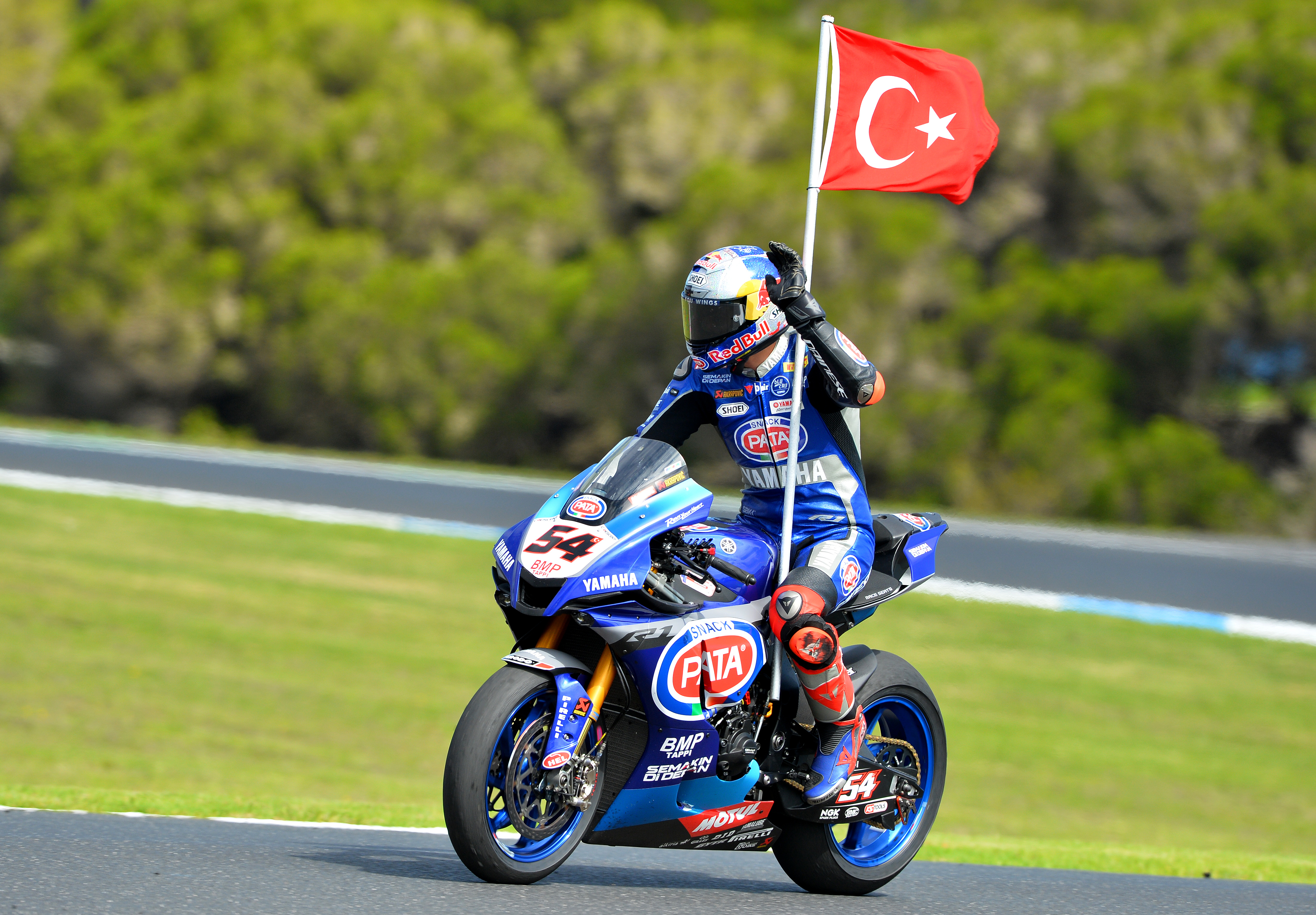
Razgatlıoğlu celebrant la victòria a Phillip Island el 2020

Razgatlıoğlu va competir amb l'equip turc Puccetti Kawasaki des del 2018 i va fer equip amb els pilots de fàbrica de Kawasaki Jonathan Rea i Leon Haslam a les 8 Hores de Suzuka del 2019. Com que a l'hora de la veritat no li van permetre d'alternar-se al manillar de la moto amb els altres dos pilots durant la cursa, Razgatlioglu va abandonar Kawasaki per a esdevenir pilot de fàbrica de Yamaha a partir del 2020. El 2021 es va proclamar campió del món de Superbike després d'acabar segon a la cursa 1 de Mandalika.
Immediatament després de la cursa de final de temporada del 2023, al tombant d'octubre, es va celebrar a Jerez una sessió de proves oficial. Com que el contracte de Razgatlioglu amb Yamaha no expirava fins al 30 de novembre, Razgatlıoğlu no va poder provar la seva nova moto per al 2024, la BMW (en canvi, el substitut directe de Razgatlioglu, Jonathan Rea, fins aleshores amb Kawasaki Racing Team, sí que hi va poder participar amb la seva nova Yamaha). Al turc se li va oferir una prova els dies 22 i 23 de novembre, amb clàusula de confidencialitat, però va optar per esperar fins al 4 de desembre, un cop lliure del seu compromís amb Yamaha. Va provar la BMW durant dos dies a Portimão i després va fer una altra prova a Jerez.

#### 2024

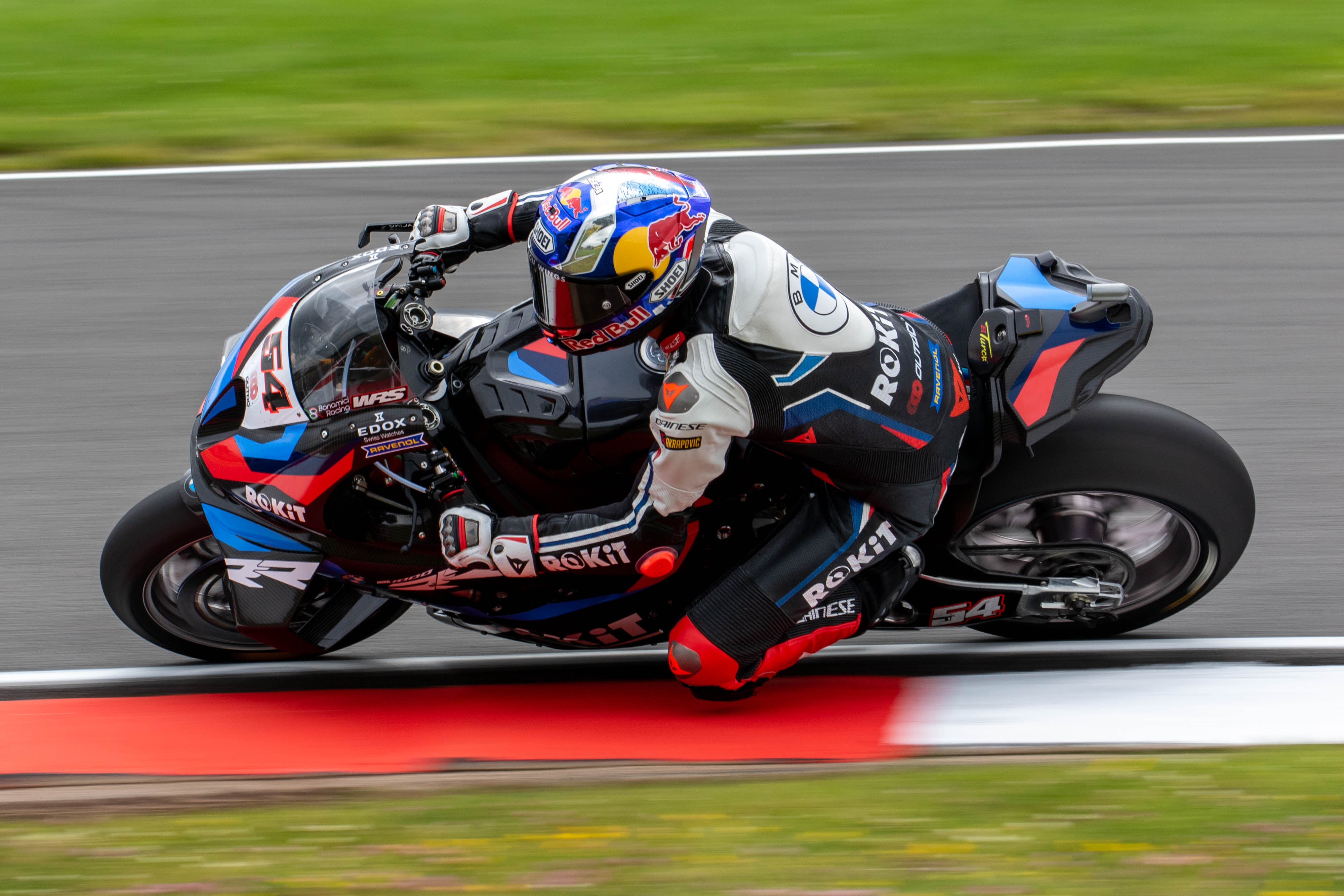
Toprak Razgatlıoğlu a Donington Park amb la BMW el 2024

BMW va contractar Razgatlioglu per dos anys (2024-2025). El turc va obtenir la seva primera victòria de la temporada a la cursa 1 del circuit de Catalunya, la qual va representar la primera victòria de BMW a Superbike des del 2013 i la quarantena de Razgatlıoğlu. Tot seguit va guanyar la cursa de la Superpole després d'avançar a Álvaro Bautista a l'últim revolt de la volta final.
Razgatlıoğlu va anotar el seu primer hat-trick (victòria a les dues curses i a la Superpole) a Misano, al qual en van seguir tres de consecutius a Donington Park, Most i Portimão. Razgatlioglu va tenir una forta caiguda durant els entrenaments lliures a Magny-Cours i finalment se li va diagnosticar una contusió a l'esquena; com a resultat de l'accident, la sessió va quedar anul·lada amb bandera vermella. Razgatlioglu fou finalment declarat no apte per a disputar les curses.
Razgatlıoğlu va batre el rècord de victòries consecutives en una sola temporada, amb 13, després del hat-trick de Portimão; va celebrar aquesta fita tot imitant la postura que havia fet el tirador turc guanyador d'una medalla d'argent als Jocs Olímpics de 2024 Yusuf Dikeç, la qual havia esdevingut viral.

### MotoGP
El juny del 2022, Razgatlıoğlu va tenir l'oportunitat de provar una Yamaha YZR-M1 durant una prova privada d'un dia al MotorLand Aragón, en què va completar quaranta voltes al circuit al costat del pilot de proves de Yamaha Cal Crutchlow. No es van publicar dades de la prova a causa de la seva confidencialitat i del fet que no s'hi va permetre l'accés de la premsa. El 2023, Yamaha va anunciar oficialment que Razgatlioglu pilotaria la Yamaha YZR-M1 durant les proves de desenvolupament del model celebrades al circuit de Jerez, on va participar juntament amb Cal Crutchlow els dies 10 i 11 d'abril.

## Vida personal
Sobrenomenat El Turco, en castellà, Razgatlıoğlu resideix a la província de Sakarya. El seu mànager és l'antic campió del món de Supersport Kenan Sofuoğlu.

## Resultats al Mundial de Superbike
Barem de puntuació de 1993 ençà:
| Posició         | 1  | 2  | 3  | 4  | 5  | 6  | 7 | 8 | 9 | 10                   | 11                   | 12                   | 13                   | 14                   | 15                   |                      |
| Curses 1 i 2    | 25 | 20 | 16 | 13 | 11 | 10 | 9 | 8 | 7 | 6                    | 5                    | 4                    | 3                    | 2                    | 1                    |                      |
| Cursa Superpole | 12 | 9  | 7  | 6  | 5  | 4  | 3 | 2 | 1 | [ Nota Superpole 1 ] | [ Nota Superpole 1 ] | [ Nota Superpole 1 ] | [ Nota Superpole 1 ] | [ Nota Superpole 1 ] | [ Nota Superpole 1 ] | [ Nota Superpole 1 ] |

1. ↑  La cursa Superpole va ser introduïda la temporada del 2019

(Ids. Rondes | Llegenda) (Curses en negreta indiquen pole; curses en  itàlica indiquen volta ràpida)
| Any  | Moto     | 1       | 1       | 2      | 2     | 3     | 3     | 4      | 4     | 5      | 5     | 6      | 6     | 7      | 7     | 8       | 8       | 9      | 9      | 10    | 10      | 11    | 11     | 12    | 12    | 13     | 13    | 14  | 14  | Pos. | Pts |
| Any  | Moto     | C1      | C2      | C1     | C2    | C1    | C2    | C1     | C2    | C1     | C2    | C1     | C2    | C1     | C2    | C1      | C2      | C1     | C2     | C1    | C2      | C1    | C2     | C1    | C2    | C1     | C2    | C1  | C2  | Pos. | Pts |
| ---- | -------- | ------- | ------- | ------ | ----- | ----- | ----- | ------ | ----- | ------ | ----- | ------ | ----- | ------ | ----- | ------- | ------- | ------ | ------ | ----- | ------- | ----- | ------ | ----- | ----- | ------ | ----- | --- | --- | ---- | --- |
| 2016 | Kawasaki | AUS DNS | AUS DNS | THA    | THA   | SPA   | SPA   | NED    | NED   | ITA    | ITA   | MAL    | MAL   | GBR    | GBR   | ITA     | ITA     | USA    | USA    | ITA   | ITA     | GER   | GER    | FRA   | FRA   | SPA    | SPA   | QAT | QAT | NC   | 0   |
| 2018 | Kawasaki | AUS 13  | AUS 10  | THA 15 | THA 8 | SPA 9 | SPA 9 | NED 10 | NED 9 | ITA 11 | ITA 8 | GBR 21 | GBR 2 | CZE 10 | CZE 9 | USA Ret | USA DNS | ITA 11 | ITA 12 | POR 8 | POR Ret | FRA 8 | FRA 12 | ARG 3 | ARG 7 | QAT 10 | QAT C |     |     | 9è   | 151 |

| Any  | Moto     | 1     | 1      | 1       | 2      | 2       | 2       | 3     | 3      | 3       | 4       | 4     | 4     | 5     | 5     | 5       | 6     | 6       | 6       | 7       | 7     | 7     | 8      | 8      | 8       | 9       | 9     | 9     | 10     | 10    | 10    | 11    | 11    | 11      | 12    | 12    | 12    | 13     | 13      | 13    | Pos. | Pts |
| Any  | Moto     | C1    | CS     | C2      | C1     | CS      | C2      | C1    | CS     | C2      | C1      | CS    | C2    | C1    | CS    | C2      | C1    | CS      | C2      | C1      | CS    | C2    | C1     | CS     | C2      | C1      | CS    | C2    | C1     | CS    | C2    | C1    | CS    | C2      | C1    | CS    | C2    | C1     | CS      | C2    | Pos. | Pts |
| ---- | -------- | ----- | ------ | ------- | ------ | ------- | ------- | ----- | ------ | ------- | ------- | ----- | ----- | ----- | ----- | ------- | ----- | ------- | ------- | ------- | ----- | ----- | ------ | ------ | ------- | ------- | ----- | ----- | ------ | ----- | ----- | ----- | ----- | ------- | ----- | ----- | ----- | ------ | ------- | ----- | ---- | --- |
| 2019 | Kawasaki | AUS 6 | AUS 15 | AUS Ret | THA 10 | THA 9   | THA 9   | SPA 8 | SPA 10 | SPA Ret | NED 9   | NED C | NED 9 | ITA 3 | ITA 7 | ITA C   | SPA 5 | SPA 7   | SPA 3   | ITA Ret | ITA 4 | ITA 2 | GBR 13 | GBR 2  | GBR 2   | USA 3   | USA 4 | USA 3 | POR 6  | POR 4 | POR 3 | FRA 1 | FRA 1 | FRA Ret | ARG 3 | ARG 3 | ARG 3 | QAT 11 | QAT Ret | QAT 5 | 5è   | 315 |
| 2020 | Yamaha   | AUS 1 | AUS 2  | AUS Ret | SPA 3  | SPA Ret | SPA 3   | POR 2 | POR 2  | POR 8   | SPA 6   | SPA 7 | SPA 8 | SPA 5 | SPA 7 | SPA 7   | SPA 6 | SPA DNS | SPA DNS | FRA 6   | FRA 9 | FRA 9 | POR 1  | POR 1  | POR 3   |         |       |       |        |       |       |       |       |         |       |       |       |        |         |       | 4t   | 228 |
| 2021 | Yamaha   | SPA 3 | SPA 6  | SPA 6   | POR 2  | POR 2   | POR 3   | ITA 2 | ITA 2  | ITA 1   | GBR 1   | GBR 6 | GBR 1 | NED 3 | NED 3 | NED Ret | CZE 1 | CZE 1   | CZE 2   | SPA 3   | SPA 3 | SPA 1 | FRA 1  | FRA 2  | FRA 1   | SPA Ret | SPA 2 | SPA 2 | SPA 1  | SPA C | SPA 1 | POR 1 | POR 6 | POR Ret | ARG 1 | ARG 1 | ARG 3 | INA 2  | INA C   | INA 4 | 1r   | 564 |
| 2022 | Yamaha   | SPA 3 | SPA 3  | SPA 3   | NED 3  | NED 2   | NED Ret | POR 2 | POR 2  | POR 3   | ITA Ret | ITA 1 | ITA 2 | GBR 1 | GBR 1 | GBR 1   | CZE 2 | CZE 1   | CZE 1   | FRA 11  | FRA 1 | FRA 1 | SPA 5  | SPA 4  | SPA 3   | POR 1   | POR 1 | POR 2 | ARG 15 | ARG 1 | ARG 2 | INA 1 | INA 1 | INA 1   | AUS 2 | AUS 2 | AUS 4 |        |         |       | 2n   | 529 |
| 2023 | Yamaha   | AUS 3 | AUS 3  | AUS Ret | INA 2  | INA 1   | INA 2   | NED 3 | NED 3  | NED 2   | SPA 2   | SPA 2 | SPA 2 | ITA 3 | ITA 2 | ITA 2   | GBR 2 | GBR 1   | GBR 2   | ITA 2   | ITA 1 | ITA 1 | CZE 2  | CZE 1  | CZE Ret | FRA 1   | FRA 1 | FRA 2 | SPA 2  | SPA 3 | SPA 2 | POR 2 | POR 2 | POR 2   | SPA 2 | SPA 4 | SPA 2 |        |         |       | 2n   | 552 |
| 2024 | BMW      | AUS 5 | AUS 3  | AUS Ret | SPA 1  | SPA 1   | SPA 3   | NED 2 | NED 9  | NED 1   | ITA 1   | ITA 1 | ITA 1 | GBR 1 | GBR 1 | GBR 1   | CZE 1 | CZE 1   | CZE 1   | POR 1   | POR 1 | POR 1 | FRA WD | FRA WD | FRA WD  | ITA     | ITA   | ITA   | SPA 2  | SPA 2 | SPA 2 | POR 1 | POR 2 | POR 1   | SPA 2 | SPA 2 | SPA 1 |        |         |       | 1r   | 527 |